# Hadogenes soutpansbergensis
Espèce
Hadogenes soutpansbergensis est une espèce de scorpions de la famille des Hormuridae.

## Distribution
Cette espèce est endémique du Limpopo en Afrique du Sud. Elle se rencontre  entre 700 et 800 m d'altitude dans les monts Soutpansberg.

## Description

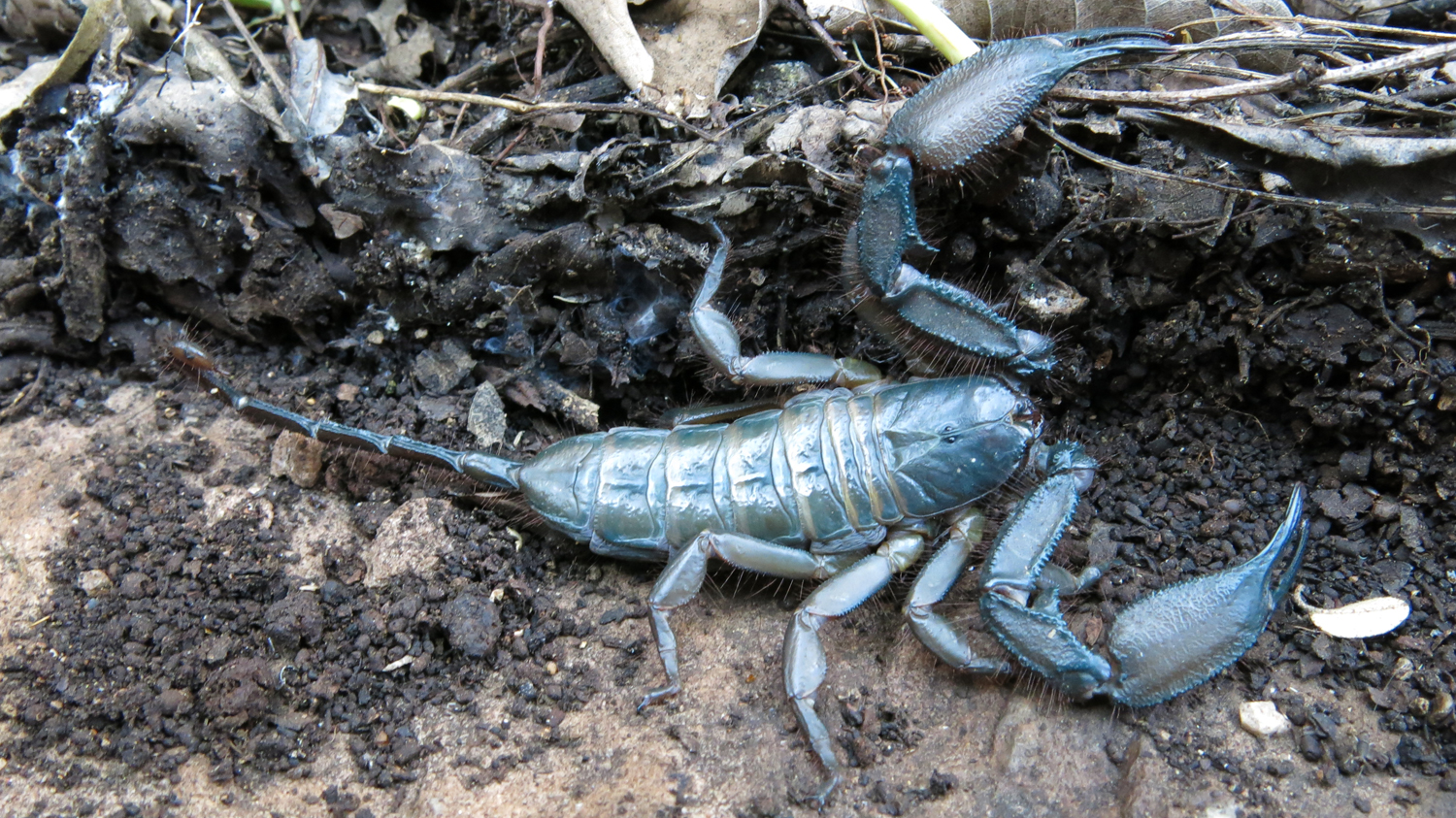
Hadogenes soutpansbergensis ♀

Le mâle holotype mesure 189,05 mm, les mâles mesurent de 140,72 à 189,05 mm et les femelles de 122,99 à 129,16 mm.

## Étymologie
Son nom d'espèce, composé de soutpansberg et du suffixe latin -ensis, « qui vit dans, qui habite », lui a été donné en référence au lieu de sa découverte, les monts Soutpansberg.

## Publication originale
- Prendini, 2006 : New South African Flat Rock Scorpions (Liochelidae: Hadogenes). American Museum Novitates, no 3502, p. 1-32 (texte intégral).